# Encausse-les-Thermes
Encausse-les-Thermes település Franciaországban, Haute-Garonne megyében. Lakosainak száma 673 fő (2022. január 1.). Encausse-les-Thermes Aspet, Aspret-Sarrat, Cabanac-Cazaux, Lespiteau, Miramont-de-Comminges, Régades, Rieucazé, Soueich és Izaut-de-l’Hôtel községekkel határos.

## Népesség
A település népességének változása:
| Lakosok száma | 546  | 523  | 560  | 632  | 692  | 697  | 694  | 700  | 699  | 673  |
|               | 1968 | 1982 | 1990 | 2006 | 2013 | 2015 | 2017 | 2019 | 2020 | 2022 |